# Insurance Europe
 Insurance Europe ist der 1953 gegründete Dachverband der nationalen Verbände der Versicherungsunternehmen Europas und wirkt als Interessenvertretung vor allem auf europäischer Ebene. Bis März 2012 trug der Verband mit Sitz in Brüssel den Namen Comité Européen des Assurances. Der Verband ist als Lobbyvertreter registriert.

## Verbandszweck
In der Schadenverhütung hat sich Insurance Europe zur Aufgabe gemacht, die gesammelten nationalen Erkenntnisse der Versicherer aus Schadenerfahrung und Schadenforschung den hieran interessierten europäischen Kreisen zugänglich zu machen und in Form von Publikationen für die allgemeine Verwendung zur Verfügung zu stellen. Des Weiteren erarbeitet der Verband Richtlinien mit dem Aspekt versicherungstechnischer Anliegen. In der Zusammenarbeit mit der europäischen Normungsorganisation werden diese Richtlinien, die quasi gewachsene, in der Praxis langjährig bewährte Ersatznormen darstellen, eingebracht.
Insbesondere werden folgende Aufgaben verfolgt:
- Vertretung der europäischen Versicherer in internationalen Gremien,
- Austausch von Informationen und Erfahrungen über die einzelnen Märkten zwischen den Mitgliedsverbänden,
- Öffentlichkeitsarbeit der europäischen Versicherer über wirtschaftliche und soziale Themen.

## Mitglieder
Im Oktober 2020 sind 37 nationale Versicherungsverbände/-organisationen Mitglied von Insurance Europe, für den deutschsprachigen Bereich sind dies:
- Verband der Versicherungsunternehmen Österreichs (Österreich)
- Assuralia (Belgien)
- Gesamtverband der Deutschen Versicherungswirtschaft (Deutschland)
- Liechtensteinischer Versicherungsverband (Liechtenstein)
- Association des Compagnies d'Assurances et de Réassurances du Grand-Duché de Luxembourg (Luxemburg)
- Schweizerischer Versicherungsverband (Schweiz)

## Einzelbelege
1. ↑  Insurance Europe: Statement. 2023, abgerufen am 13. Dezember 2023.
2. ↑  CEA becomes Insurance Europe (Memento vom 1. September 2012 im Internet Archive)
3. ↑  https://lobbyfacts.eu/representative/b132c7f7e1d149318fb583801ab18c22/insurance-europe
4. ↑  Fred Wagner, Katja Brandner, David Klimmek: Insurance Europe. In: Gablers Versicherungslexikon. 2023, abgerufen am 13. Dezember 2023.
5. ↑  Insurance Europe: Members. Insurance Europe, 2023, abgerufen am 13. Dezember 2023.